# Ahmed Hossam (Fußballspieler)
Ahmed Hossam Hussein Abdelamid (arabisch أحمد حسام, DMG Aḥmad Ḥusām, * 23. Februar 1983 in Kairo), besser bekannt als Mido, ist ein ehemaliger ägyptischer Fußballspieler und heutiger -trainer. In seiner aktiven Zeit war er Stürmer.
Mido spielte unter anderem bei AS Rom als Leihgabe, Olympique Marseille, Ajax Amsterdam, Celta Vigo oder zuletzt beim FC Barnsley, wo er 2013 seine Spielerkarriere beendete.
Er machte sich 2002 einen Namen, als er Afrikas Nachwuchsspieler des Jahres wurde. Sein Debüt in der ägyptischen Fußballnationalmannschaft bestritt er gegen die Vereinigten Arabischen Emirate, wobei er mit Ägypten 2:1 gewann.

## Weltfussball
- Mido in der Datenbank von weltfussball.de
- Ahmed Hossam in der Datenbank von soccerbase.com  (englisch)

1992: Daniel Amokachi |
1993: Victor Ikpeba |
1994: Daniel Amokachi |
1995: Godwin Okpara |
1996: Celestine Babayaro |
1997: Emile Mpenza |
1998: Eric Addo |
1999: Souleymane Oulare |
2000: Hervé Nzelo-Lembi |
2001: Ahmed Hossam |
2002: Moumouni Dagano |
2003: Aruna Dindane |
2004–2005: Vincent Kompany |
2006: Mbark Boussoufa |
2007: Mohammed Tchité |
2008: Marouane Fellaini |
2009–2010: Mbark Boussoufa |
2011: Romelu Lukaku |
2012: Dieumerci Mbokani |
2013: Mbaye Leye |
2014: Michy Batshuayi |
2015: Neeskens Kebano |
2016: Sofiane Hanni |
2017: Youri Tielemans |
2018: Anthony Limbombe |
2019: Mbwana Samatta |
2020: Dieumerci Mbokani |
2021: Paul Onuachu |
2022: Tarik Tissoudali |
2023: Mike Trésor Ndayishimiye
| Personendaten    | Personendaten                                                                    |
| ---------------- | -------------------------------------------------------------------------------- |
| NAME             | Hossam, Ahmed                                                                    |
| ALTERNATIVNAMEN  | Hossam Hussein Abdelamid, Ahmed (vollständiger Name); Mido; أحمد حسام (arabisch) |
| KURZBESCHREIBUNG | ägyptischer Fußballspieler                                                       |
| GEBURTSDATUM     | 23. Februar 1983                                                                 |
| GEBURTSORT       | Kairo, Ägypten                                                                   |